# Craterastrea
Genre
Craterastrea est un genre de coraux durs de la famille des Coscinaraeidae.

## Liste d'espèces
Selon World Register of Marine Species (30 juin 2015), le genre Coscinaraea comprend l'espèce suivante :
- Craterastrea levis Head, 1983